# Норн
Норн (англ. Norn) — скандинавский язык, распространённый на Оркнейских и Шетландских островах и вымерший в XVIII (по другим сведениям, в XIX) веке.
Скандинавская колонизация Оркнейских и Шетландских островов началась в IX веке, и они оставались под властью норвежского (позже датского) короля до 1468 (Оркнейские) и 1469 (Шетландские) годов, когда Кристиан I заложил их шотландскому королю Якову III.
Язык норн относился к западноскандинавской подгруппе северогерманской группы. Поскольку заселение островов происходило в основном с юго-запада Норвегии (ныне Вестланн), норн проявляет ряд диалектных черт, характерных для этой области, в частности озвончение интервокальных /p t k/ и переход /θ/ и /ð/ в /t/ и /d/ соответственно (переход /θ/ в /t/ характерен также для фарерского языка).
Норн не был письменным языком, однако он сохранился в сравнительно поздних записях антикваров: в 1693 году священник Джеймс Уоллес включил оркнейский вариант молитвы «Отче наш» в своё описание Оркнейских островов. В 1774 году Джордж Лоу записал ряд текстов на шетлендском диалекте на острове Фула, включая шетландский вариант «Отче наш» и самый длинный из всех текстов на норн — балладу Hildinakvadet. Записи Лоу довольно ненадежны, так как он сам не был носителем норна и пользовался английской орфографией, и в 1900 году Мариус Хэгстад издал в Осло комментированный вариант баллады. Лингвистическим изучением норна занимались также фаререц Якоб Якобсен и шотландец Хью Марвик.
Норн оказал значительное влияние на топонимику Оркнейских и Шетландских островов, а также на местные диалекты англо-шотландского языка, особенно его оркнейского диалекта. В свою очередь сам норн подвергся значительному лексическому влиянию шотландского языка (англо-шотландского): английские слова проникли даже в основной словарный фонд, что можно видеть на примере молитвы «Отче наш», Хильдиновской баллады и загадок. К концу XVIII века, когда Лоу записывал свои тексты, носителей норна уже почти не сохранилось. В 1850 году скончался Уолтер Сазерленд, который был последним человеком, знавшим несколько предложений на норне.

## Образцы текстов
Шетландский «guddick» (загадка) на языке, которую Якоб Якобсен услышал и записал на острове Анст, самом северном острове Шетландского архипелага, в 1890-х. Ту же самую загадку можно услышать на Фарерских островах (см. здесь).
| Shetland Norn (Якоб Якобсен) Fira honga, fira gonga, Fira staad upo «skø» Twa veestra vaig a bee And een comes atta driljandi. | Фарерский Fýra hanga, fýra ganga, Fýra standa uppí ský Tvey vísa veg á bø Og ein darlar aftast | Английский перевод Four hang, four walk, Four stand skyward, Two show the way to the field And one comes shaking behind | Исландский Fjórir hanga, fjórir ganga, Fjórir veg vísa, Tveir fyrir hundum verja Einn eftir drallar, sá er oftast saurugur |

Ответом является «корова». 4 соска висят, 4 ноги ходят, 2 рога и 2 уха стоят вверх к небу, два глаза показывают путь в поле и один хвост мотается сзади.

### Баллада Хильдины «Hildinakvadet»
Баллада записана шотландским клириком Джорджем Лоу во время его путешествия по Фуле в начале 1770-х. Лоу даже в малой степени не владел языком норн, так что его «транскрипция» текста «на слух» фонетически явно неточна, хотя он понимал отличие языка от английского, например используя несколько раз в тексте для обозначения звука «йот» букву «J», как это принято в скандинавских языках (см. текст). Норвежский языковед Мариус Хегстад (Marius Hægstad), основываясь на тексте Лоу, попытался восстановить оригинал с точной записью этого текста на языке норн. Его статья была опубликована в вышедшей в 1900 году работе.
Любопытно, что один из скандинавских фолк-исполнителей Харальд Фосс исполнил Hildinakvadet в музыкальном сопровождении.

### Текст в записи Лоу
Da vara Jarlin d’Orkneyar
For frinda sǐn spur de ro
Whirdi an skildè meun
Our glas buryon burtaga.
Or vanna ro eidnar fuo
Tega du meun our glas buryon
Kere friendè min yamna men
Eso vrildan stiendi gede min vara to din.
Yom keimir cullingin
Fro liene burt
Asta Vaar hon fruen Hildina
Hemi stu mer stien.
Whar an yaar elonden
Ita kan sadnast wo
An scal vara kundè
Wo osta tre sin reithin ridna dar fro
Kemi to Orkneyar Jarlin
Vilda mien sante Maunis
I Orknian u bian sian
I lian far diar.
In kimerin Jarlin
U klapasse Hildina
On de kidn quirto
Vult doch, fiegan vara moch or fly din.
Elde vilda fiegan vara
Fy min u alt sin
Ans namnu wo
So minyach u ere min heve Orkneyar kingè ro.
Nu di skall taga dor yochwo
And u ria dor to strandane nir
U yilsa fy minu avon
Blit an ear ne cumi i dora band.
Nu Swaran Konign
So mege gak honon i muthi
Whath ear di ho gane mier
I daute buthe.
Trettì merkè vath ru godle
Da skall yach ger yo
U all de vara sonna less
So linge sin yach liva mo.
Nu linge stug an konign
U linge wo a swo
Wordig vaar dogh mugè sonè
Yacha skier fare moga so minde yach angan u frien
Rost wath comman mier to landa.
Nu swara Hiluge
Hera geve honon scam
Taga di gild firre Hildina
Sin yach skall liga dor fram.
Estin whaar u feur fetign
Agonga kadn i sluge
Feur fetign sin gonga
Kadn i pluge.
Nu stienderin Jarlin.
U linge wo an wo
Dese mo eke Orknear
So linge san yach lava mo.
Nu eke tegaran san
Sot Koningn fyrin din
U alt yach an Hilhugin
Widn ugare din arar.
Nu swarar an frauna Hildina
U dem san idne i fro
Di slo dor a bardagana
Dar comme ov sin mo.
Nu Jarlin an genger
I vadlin fram
U kadnar sina mien
Geven skeger i Orkneyan.
Han u cummin
In u vod lerdin
Fronde fans lever
Vel burne mun.
Nu fruna Hildina
On genger i vadlin fram
Fy di yera da ov man dum
Dora di spidlaikì mire man.
Nu sware an Hiluge
Crego gevan a scam
Gayer an Jarlin frinde
Din an u fadlin in.
Nu fac an Jarlin dahuge
Dar min de an engine gro
An east ans huge ei
Fong ednar u vaxhedne more neo.
Di lava mir gugna
Yift bal yagh fur o lande
Gipt mir nu fruan Hildina
Vath godle u fasta bande.
Nu bill on heve da yals
Guadnè borè u da kadn
Sina kloyn a bera do skall
Fon fruna Hildina verka wo sino chelsina villya.
Hildina liger wo chaldona
U o dukrar u grothè
Min du buga till bridlevsin
Bonlother u duka dogha.
Nu Hildina on askar feyrin
Sien di gava mier livè
Ou skinka vin
Ou guida vin.
Duska skinka vin, u guida vin
Tinka dogh eke wo
Jarlin an gougha here din.
Watha skilde tinka
Wo Jarlin gouga herè min
Hien minde yagh inga forlskona
Bera fare kera fyrin min.
Da gerde on fruna Hildina
On bar se mien ot
On soverin fest,
Fysin u quarsin sat.
Da gerde un fruna Hildina
On bard im ur
Hadlin burt sien on laghdè
Gloug I osta jatha port.
Nu iki visti an Hiluge
Ike ov till do
Eldin var commin i lut
U stor u silkè sark ans smo.
Nu leveren fram
Hiluge du kereda
Fraun Hildina du
Gevemir live u gre
So mege u gouga gre
Skall dogh swo
Skall lathì min heran
I bardagana fwo.
Du tuchtada lide undocht yach
Swo et sa ans bugin bleo
Dogh casta ans huge
I mit fung u vexemir mise meo.
Nu tachtè on heve fwelsko
Ans bo vad mild u stien
Dogh skall aidè misè Koningnsens
Vadna vilda mien.